# Anachipteria perisi
Anachipteria perisi är en kvalsterart som först beskrevs av Mihelcic 1956.  Anachipteria perisi ingår i släktet Anachipteria och familjen Achipteriidae. Inga underarter finns listade i Catalogue of Life.